# 道 (伊利諾伊州)
道是位於美國伊利諾伊州澤西縣的一個非建制地區。該地的面積和人口皆未知。

## 地理
道的座標為39°00′48″N 90°20′29″W / 39.01333°N 90.34139°W，而該地的平均海拔高度為205米（即673英尺）。